# Nothing But the Water
Nothing But the Water è il primo album di Grace Potter and the Nocturnals. Una prima versione dell'album, autoprodotta dal gruppo, fu pubblicata il 10 maggio 2005. Dopo il passaggio all'etichetta Hollywood Records, l'album fu ripubblicato in versione rimasterizzata, con un DVD bonus.

## Tracce
Tutti i brani sono di Grace Potter, eccetto dove specificato altrimenti.
1. "Toothbrush and My Table" (Potter, Matt Burr) - 4:31
2. "Some Kind of Ride" - 3:40
3. "Ragged Company" - 4:59
4. "Left Behind" (Potter, Burr, Bryan Dondero, Scott Tournet) - 3:39
5. "Treat Me Right" (Potter, Burr, Dondero, Tournet) - 4:27
6. "Sweet Hands" - 3:37
7. "Joey" (Potter, Burr, Dondero, Tournet) - 5:17
8. "2:22" (Potter, Tournet) - 4:32
9. "All But One" - 4:53
10. "Below the Beams" (Potter, Burr, Dondero, Tournet) - 1:33
11. "Nothing But the Water (I)" - 2:44
12. "Nothing But the Water (II)" - 5:16

## Formazione
- Grace Potter - voce, Hammond B-3, pianoforte, Wurlitzer, percussioni, basso resofonico
- Scott Tournett - chitarre elettriche, acustiche e resofoniche, seconde voci
- Bryan Dondero - basso, contrabbasso
- Matt Burr - batterie, percussioni
- Jennifer Crowell - percussioni, seconde voci